# Ведуче колесо

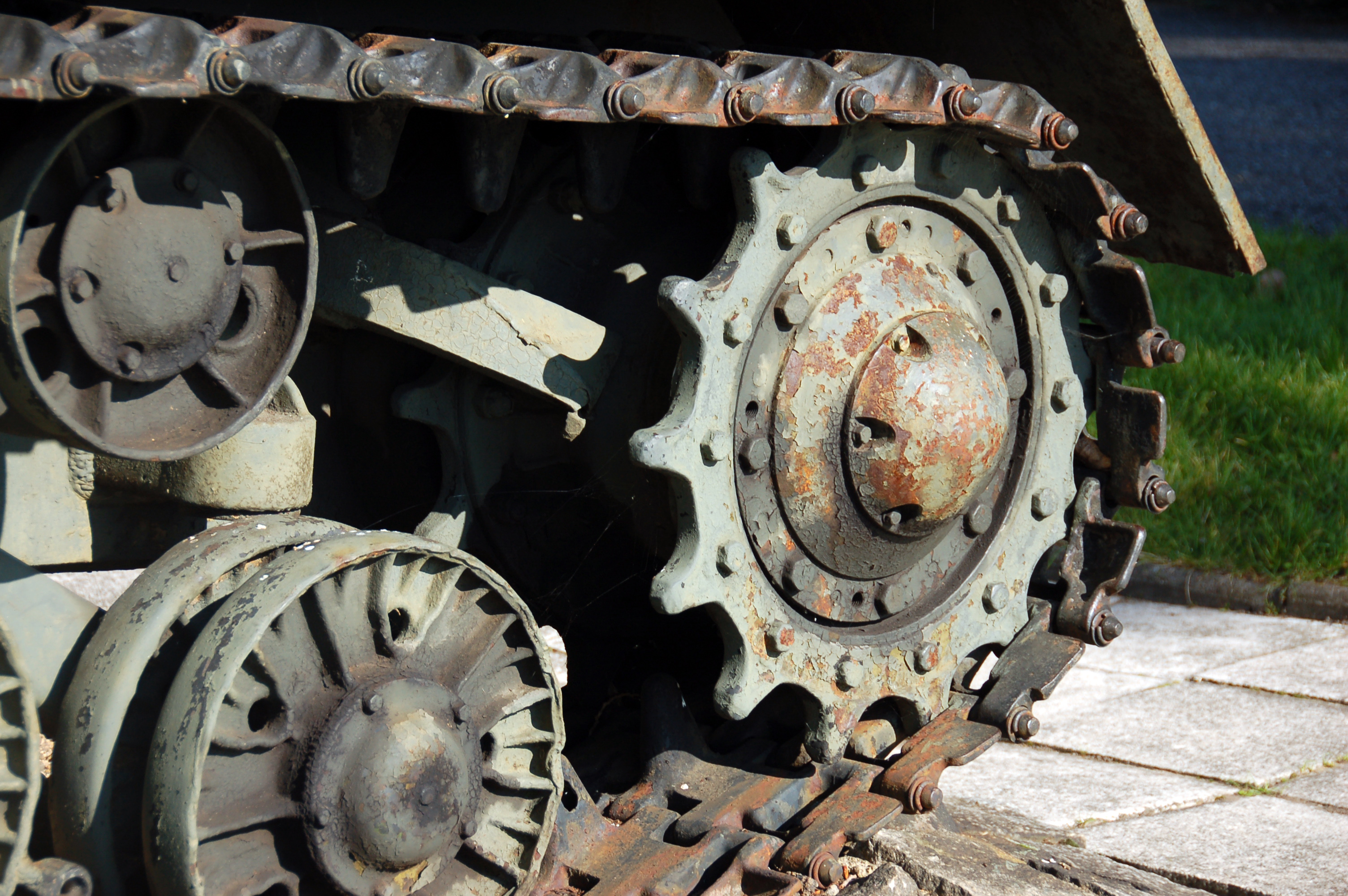
Ходова частина важкого танка ІС-2 великим планом; праворуч тягове колесо машини, що має цівочне зачеплення

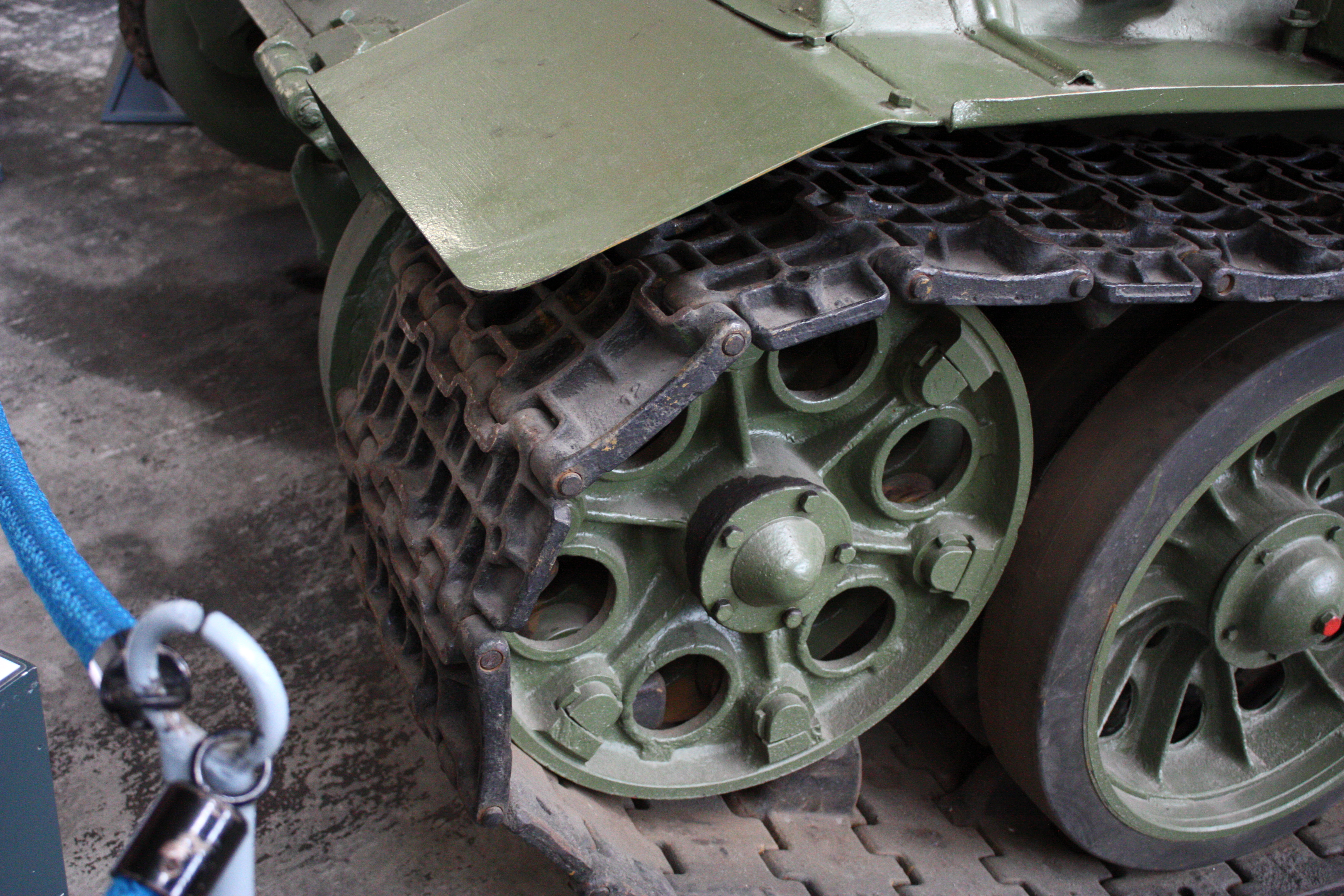
Ходова частина Т-34, видно тягове колесо гребеневого зачеплення

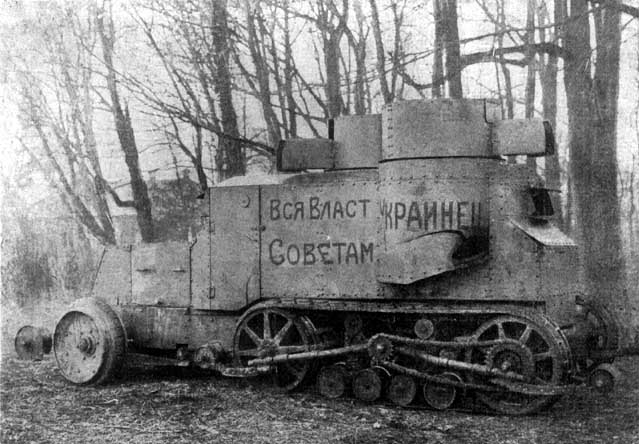
Тягові колеса першого у світі напівгусеничного бронеавтомобіля «Остін-Кегресс» мали фрикційне зачеплення з гусеницями

Ведуче колесо або тягове колесо, також ведуча зірочка — частина гусеничного рушія, що перемотує гусеничну стрічку перетворюючи власний обертальний рух в поступальний рух машини. Зазвичай (за винятком гусеничних рушіїв з фрикційним зачепленням), конструктивно являє собою різновид зірочки.

## Різновиди
Залежно від типу зачеплення з гусеничною стрічкою розрізняють три види — цівкового, гребеневого і фрикційного зачеплення.
- ведуче колесо цівкового зачеплення (палечне колесо) складається з двох зубчастих вінців і розташованої між ними маточини. [2] Рушієм є зубці вінця колеса, що входять в спеціальні заглибини траків і впираються в стінки цих заглибин, звані цівками. Перевага цієї схеми полягає в можливості робити ланки гусениці більш легкими і компактними, ніж при гребеневому зачепленні[1].
- ведуче колесо гребеневого зачеплення складається з двох дисків і зубчастого вінця меншого діаметра або декількох невеликих коліщат (котків), розміщених між ними. Траки для зачеплення з тяговим колесом з середини мають важкі гребені на внутрішній стороні.
- ведуче колесо фрикційного зачеплення має гладку поверхню і перемотує гусеницю лише завдяки силі тертя. Дана схема отримала широке поширення в міжвоєнний період, однак вже в часи Другої світової війни через властиві їй недоліки практично не вживається; як на тепер застосовується лише на деяких моделях цивільних всюдиходів. Типовим прикладом ходової частини з фрикційним зачепленням є гусеничний рушій системи Кегресса.

## Зображення

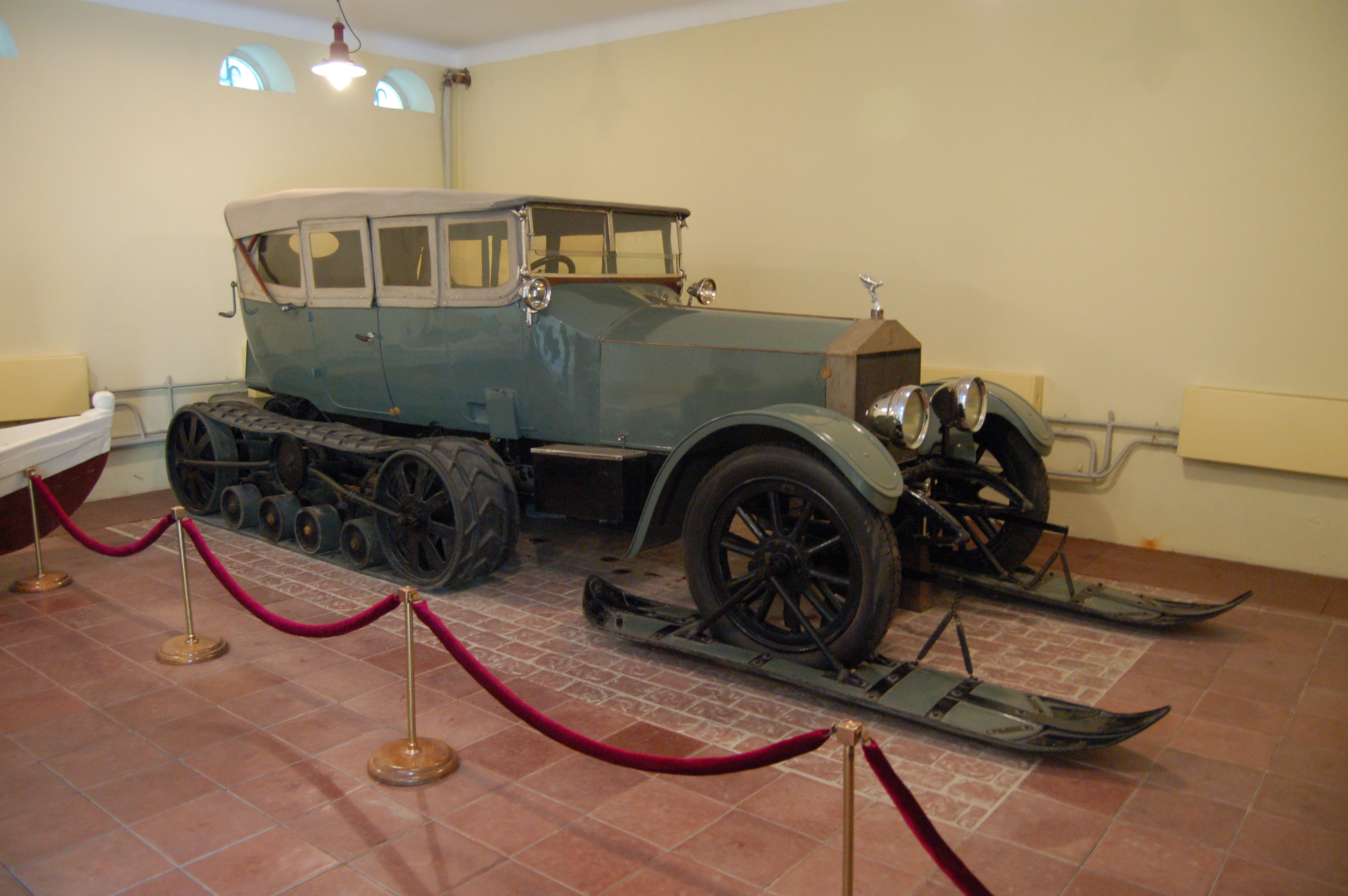
Модифікований Роллс-Ройс Миколи II з підвіскою Кегресса (використовувалося фрикційне зачеплення) в музеї Ленінські Горки
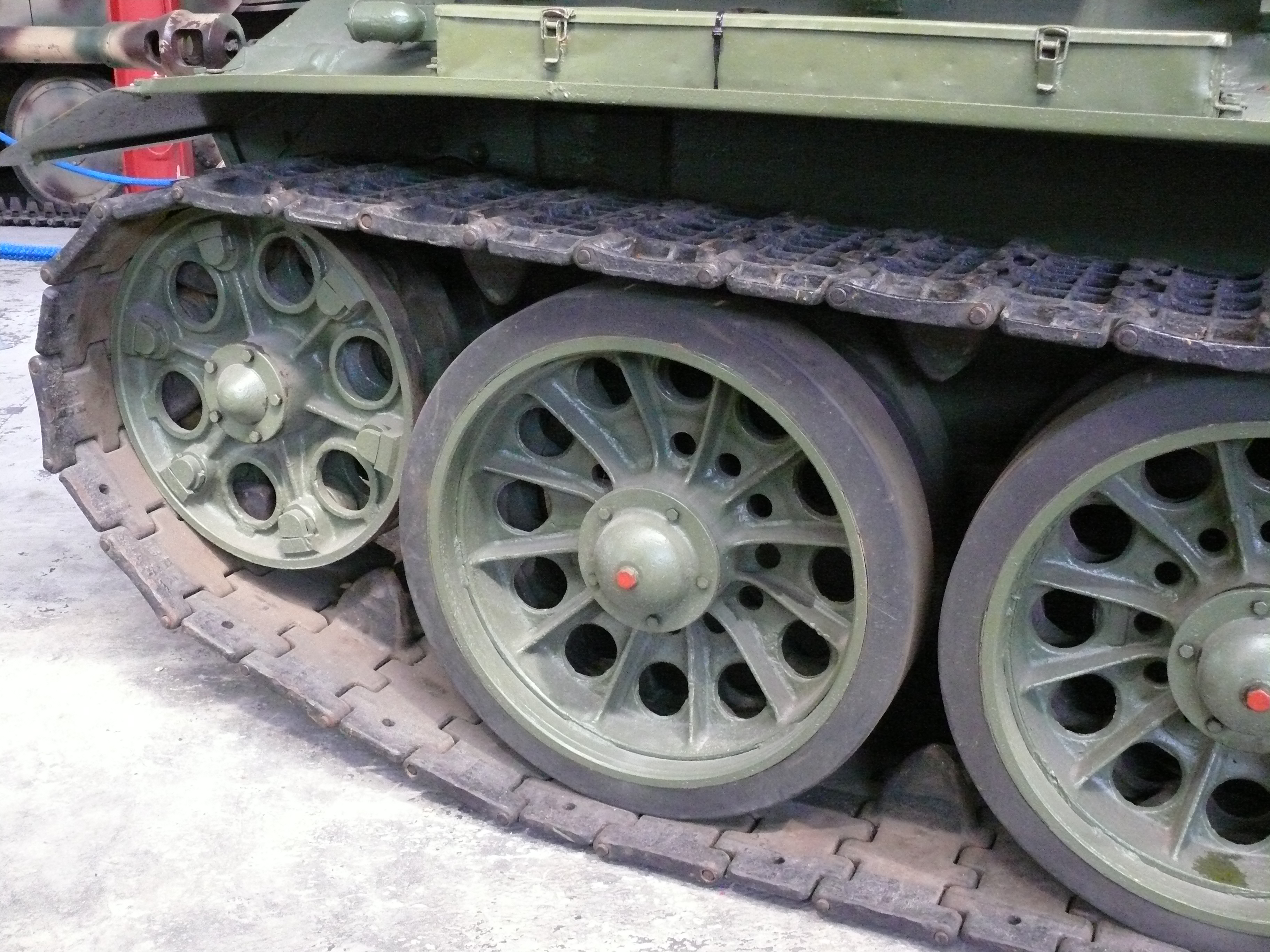
Ходова частина танка Т-34, тягове колесо зліва
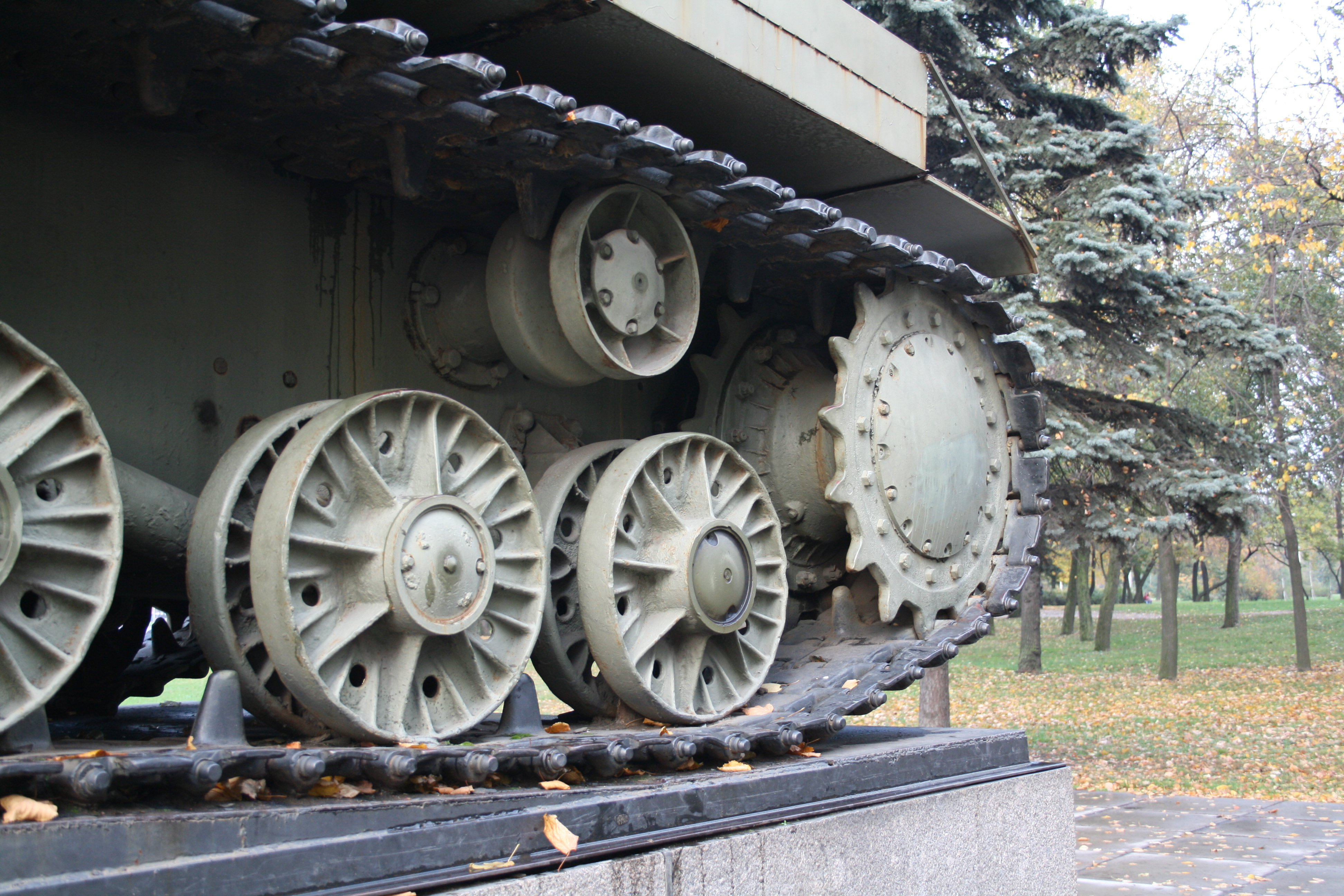
Ходова важкого танка КВ-85, вид на корму і тягову зірочку
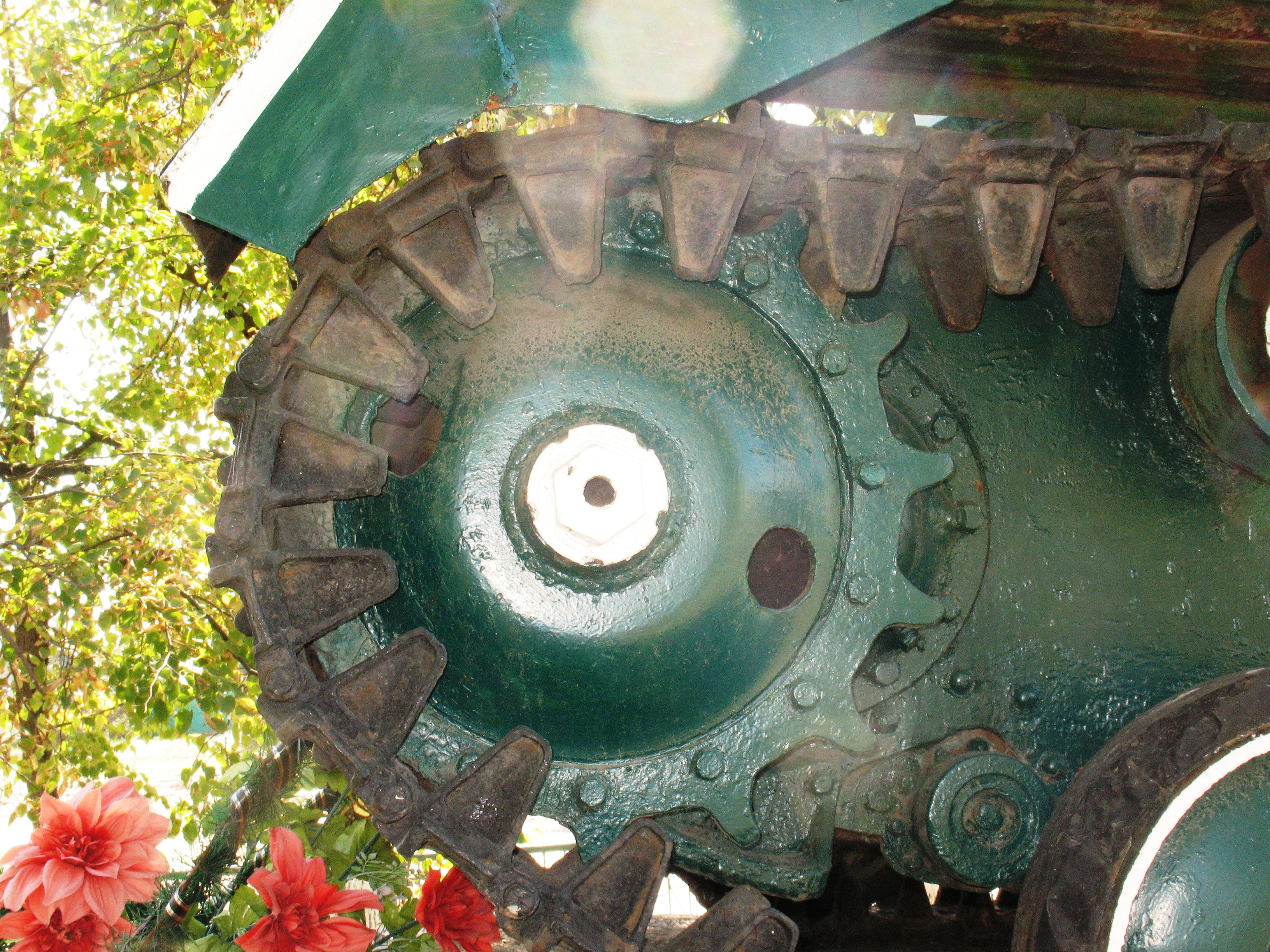
Тягове (переднє) колесо легкого танка Т-70М